# Ar Radmah (huyện)
Huyện Ar Radmah là một huyện thuộc tỉnh Ibb, Yemen. Đến thời điểm năm 2003, huyện này có dân số 76576 người